# Tyenygusevói járás
A Tyenygusevói járás (oroszul Теньгушевский район, erza nyelven Теньгушбуе, moksa nyelven Теньгжелень аймак) Oroszország egyik járása Mordvinföldön. Székhelye Tyenygusevo.

## Népesség
- 1989-ben 15 897 lakosa volt.
- 2002-ben 14 286 lakosa volt, akik főleg oroszok és moksák.
- 2010-ben 12 340 lakosa volt, melyből 7287 mordvin, 4804 orosz, 64 tatár.